# Спомен-комплекс Кадињача
Спомен-комплекс Кадињача код Ужица, на превоју између села Волујац и Заглавак, сведочи о новембарским данима 1941. године када су припадници Радничког батаљона Ужичког партизанског одреда, којим је командовао Андрија Ђуровић, пружили жесток отпор далеко надмоћнијем непријатељу који је у том периоду спроводио офанзиву на ослобођену територију „Ужичке републике“. Борци Радничког батаљона храбро су страдали у бици на Кадињачи 29. новембра 1941. године. Непријатељске снаге су пробиле последњу одбрану слободног Ужица, али хероизам тих јунака остао је упамћен у временима која су уследила.

## Меморијални природни споменик
Спомен комплекс Кадињача представља меморијални природни споменик. Проглашен је 1979. године за споменик културе од изузетног значаја за Републику Србију.

## Опис
Сам комплекс представља сложену архитектонско-музеолошку целину који чини низ сегмената грађених у периоду између 1952. и 1979. године. У првој фази, године 1952. на Кадињачи је подигнут споменик пирамидалног облика под којим се налази костурница у којој почивају посмртни остаци припадника Радничког батаљона страдалих током битке на Кадињачи. 
Знатно проширење и обогаћење комплекс је доживео 1979. године када је, по пројекту чији су аутори вајар Миодраг Живковић и архитекта Александар Ђокић, окончано његово уређење чиме је он добио свој данашњи изглед. Читав меморијални комплекс свечано је отворио председник Републике Јосип Броз Тито 23. септембра 1979. године.
Комплекс се састоји од три целине:
- амфитеатар Ужичке републике
- алеја Радничког батаљона
- висораван слободе

Посебан сегмент комплекса чини музејска поставка у Спомен дому, са преко три стотине аутентичних предмета и докумената махом у вези са припадницима Радничког батаљона. У питању су лични документи, фотографије, архивска грађа, оружје и други тродимензионални експонати. 
На Меморијалном споменику су записани стихови ужичког песника Славка Вукосављевића:
| „ | Рођена земљо јеси ли знала? Ту је погино батаљон цео... Црвена крв је процветала кроз снежни покров хладан и бео. Ноћу је и то завејо ветар. Ипак на југу... војска корача... Пао је четрнаести километар, ал` никад неће Кадињача. | ” |

## Партизанов дрворед
Као део спомен комплекса, наспрам споменика, 1984. године, приликом смотре партизана Југославије, подигнут је парк са 88 стабала у част Јосипа Броза Тита, као знак сећања на године његовог живота, са примерцима трофејног артиљеријског оруђа.

## Галерија
- Спомен дом Кадињача
- Поглед из ваздуха
- Поглед са стране
- Прва од скулптура у колонади
- Статуе поред стазе
- Плоча са Титовим говором
- Једна од плоча са стиховима на централном споменику
- Партизанов дрворед
- Партизанов дрворед
- Партизанов дрворед
- Тито у обиласку Кадињаче 27. новембра 1966.